# 19-я пехотная дивизия (вермахт)
19-я пехотная дивизия (19. Infanterie-Division) — тактическое соединение сухопутных войск нацистской Германии периода Второй мировой войны.
Она была сформирована в 1934 году как стандартная пехотная дивизия и принадлежала к первой волне мобилизации. Дивизия приняла участие в военных действиях в польской и французской кампаниях Второй мировой войны, после чего, в ноябре 1940 года, была переформирована в танковую дивизию. К моменту преобразования количество кавалеров Рыцарского креста в дивизии достигло 4 человек.

## Формирование
Дивизия была образована 1 октября 1934 года в Ганновере на основе 17-го пехотного полка 6-й пехотной дивизии рейхсвера. Первоначально в целях дезинформации штаб дивизии носил название «начальник артиллерии 6-й дивизии» (нем. Artillerieführer VI). Когда в октябре 1935 года официально было объявлено о создании вермахта, дивизия получила порядковый номер 19 и была подчинена командованию 11-го военного округа.

## Боевой путь
К 25 августа 1939 года дивизия была полностью мобилизована и приведена в боевую готовность. С началом войны, в составе 11-го армейского корпуса 10-й армии, ведёт приграничные бои на юго-западе Польши, постепенно продвигаясь на север, принимает участие в разгроме польских войск на Бзуре и последующем окружении Варшавы.
В середине октября отведена в резерв на запад, в район Реда—Везель. В конце декабря 1939 года последовал перевод к югу от Везеля, а в январе 1940 — в район Дуйсбурга. В феврале 1940 года 2-й батальон 74-го пехотного полка был выведен из состава дивизии и передан 295-й пехотной дивизии. С марта 1940 года выполняла функции охраны границ к востоку от Рурмонда.
С началом Западной кампании дивизия форсирует Маас на участке своей дислокации, затем канал Альберта и более мелкие реки, развивая наступление в сторону бельгийского города Лёвен. Подразделения дивизии продолжают преследовать противника севернее Брюсселя, пересекая Дандр и Шельду в районе Ауденарде. Завершив своё продвижение на рубеже Руселаре—Ипр на берегах канала Изер в Западной Фландрии, дивизия была отведена в резерв ОКХ в Рубе, расположенный на франко-бельгийской границе.
Продолжение наступления на юг вглубь терпящей поражение Франции проходило через города Дуэ и Компьень и реку Сомму. 16 июня солдаты дивизии в вступили в Париж. Форсированный марш на юг страны продолжился и дальше, 21 июня был пройден Блуа, а 25 июня было объявлено всеобщее прекращение огня.
Начиная с июля 1940 года, после французской капитуляции, дивизия занималась обеспечением демаркационной линии проходившей между Шером и Луарой. В конце сентября 1940 года подразделения дивизии железнодорожным транспортом стали возвращаться в родные гарнизоны, в Ганновере, Хильдесхайме и Айнбеке.
В ноябре 1940 года преобразована в 19-ю танковую дивизию.

## Организация
| сентябрь 1939 года - 59-й пехотный полк (Infanterie-Regiment 59) - 73-й пехотный полк (Infanterie-Regiment 73) - 74-й пехотный полк (Infanterie-Regiment 74) - 19-й артиллерийский полк (Artillerie-Regiment 19) - до декабря 1939 года — 19-й батальон АИР (Beobachtungs-Abteilung 19) - 19-й дивизион ПТО (Panzerabwehr-Abteilung 19) - 19-й разведывательный батальон (Aufklärungs-Abteilung 19) - 19-й сапёрный батальон (Pionier-Bataillon 19) - 19-й батальон связи (Nachrichten-Abteilung 19) - войска подчинявшие командиру снабжения 19-й пехотной дивизии (Infanterie-Divisions-Nachschubführer 19) | июнь 1940 года - 59-й пехотный полк - 73-й пехотный полк - 74-й пехотный полк - 19-й артиллерийский полк - 1-й дивизион 55-го артиллерийского полка - 19-й разведывательный батальон - 19-й противотанковый артиллерийский дивизион - 19-й сапёрный батальон - 19-й батальон связи |

## Командиры дивизии
- 1 октября 1934 — 1 марта 1938 — генерал от кавалерии Конрад фон Гросслер
- 1 марта 1938 — 1 февраля 1940 — генерал-лейтенант Гюнтер Швантес
- 1 февраля 1940 — 1 ноября 1940 — генерал-майор Отто фон Кнобельсдорф

## Награждённые Рыцарским крестом Железного креста
- Иоганн Понгратц, 04.09.1940 — обер-фельдфебель, командир взвода 2-й роты 74-го пехотного полка
- Густав Хипплер, 04.09.1940 — обер-лейтенант резерва, командир 5-й роты 74-го пехотного полка
- Густав Шмидт, 04.09.1940 — полковник, командир 74-го пехотного полка
- Карл Юргенс, 04.09.1940 — фельдфебель, командир взвода 2-й роты 73-го пехотного полка